# 赤羽四郎
赤羽 四郎（あかばね しろう、1855年（安政2年2月）- 1910年（明治43年）1月28日）は、幕末の会津藩士で明治時代の外交官。日露戦争時のスペイン公使。

## 生涯

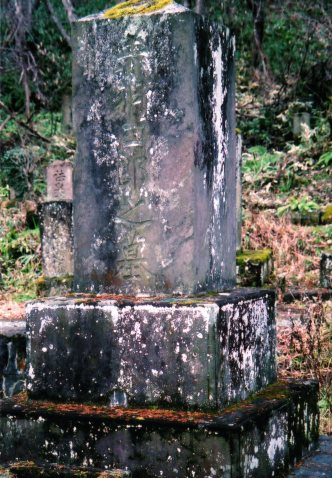
赤羽四郎の墓

父は会津藩御旗奉行赤羽庄三郎。赤羽家は家禄350石の上級藩士であった。藩校日新館に学び、戊辰戦争では会津若松城に篭城して戦った。藩の降伏後猪苗代で謹慎していたが、同年輩の山川健次郎、柴四朗、高木盛之輔らと謹慎所を脱走。若松城下に赴き新政府軍に藩主父子の助命嘆願を行っている。のち斗南藩英学塾、次いで沼間守一が土佐藩藩邸に設けた塾で英学を学んだ。
1872年(明治5年)アメリカに留学しエール大学に学び、帰国後は東京大学予備門三等教諭、訓導を務めた。1880年(明治13年)外務書記生となり、以後外交官として歩む。ドイツ、ロシア、アメリカに在勤し、1892年(明治25年)外務大臣秘書官となる。公使館一等書記官を経て、弁理公使としてオランダに駐剳し、1900年(明治33年)には、清国北京駐在特命全権公使に補され、外務省参事官を兼務している。1902年(明治35年)にはスペイン国王親政式に特派大使として参列した。
北清事変では特命全権公使として活躍し、日露戦争においてはスペイン公使としてバルチック艦隊の動静を報知する功績があり、勲二等を授けられている。会津若松市の善龍寺に墓所がある。叙従三位。
挿話
赤羽は東京大学予備門で教職にあった際、カンニングをしている生徒の背中を叩き、一声かけたのみで問題にしなかった。このため生徒に人気があったという。

## 栄典・受章・受賞
位階
- 1886年（明治19年）7月8日 - 従六位[5]
- 1891年（明治24年）12月21日 - 正六位[6]
- 1910年（明治43年）1月28日 - 従三位[7]

勲章等
- 1902年（明治35年）12月28日 - 旭日中綬章[8]
- 1905年（明治38年）6月24日 - 勲二等瑞宝章[9]
- 1906年（明治39年）4月1日 - 勲一等瑞宝章[10]

外国勲章等佩用允許
- 1895年（明治28年）2月8日 - プロイセン王国：赤鷲第三等勲章[11]